# 1641
سنة 1641 هي سنة بسيطة بدأت بوم الثلاثاء حسب التقويم الغريغوري، ويوم الجمعة حسب التقويم اليولياني الأبطأ باحد عشر يوما

## أحداث
- تأسيس مدينة كريستيانساند وتقع حاليا في النرويج.
- بداية حرب الإحدى عشر عام في 1 أكتوبر 1641 والتي انتهت في 1 أبريل 1653.
- 30 أبريل - المجاهد المغربي محمد بن أحمد العياشي ينجو من موقعة ضد الدلائيين ويلجأ إلى قبائل الخلط فغدروا به وقتلوه غيلة ثم فصلوا رأسه عن جسده وحملوه إلى سلا.

## مواليد
- كيرا يوشيناكا
- عبد الغني النابلسي

## وفيات
- 30 أبريل - محمد بن أحمد العياشي، مجاهد مغربي.
- فاطمة تازقاغت
- مراد رايس (الأصغر)
- مراد رايس (الأكبر)